# Tuttle (Kalifornija)
Tuttle je naseljeno područje za statističke svrhe u američkoj saveznoj državi Kalifornija. Prema popisu stanovništva iz 2010. u njemu je živjelo 103 stanovnika.